# Bandar-e Abbas
Bandar-e Abbas a. Bandar Abbas (per. بندر عباس) – miasto w południowym Iranie, nad cieśniną Ormuz (Morze Arabskie), ośrodek administracyjny ostanu Hormozgan. Około 352,2 tys. mieszkańców.
Miasto jest główną bazą Marynarki Wojennej Iranu. W pobliżu miasta znajduje się międzynarodowy port lotniczy.